# Bobby Eaton
Robert Lee Eaton, detto Bobby (Huntsville, 14 agosto 1958 – 4 agosto 2021), è stato un wrestler statunitense.
Noto per essere stato uno dei componenti dei The Midnight Express, storico tag team degli anni ottanta e novanta, Eaton ha combattuto con successo anche nelle competizioni da singolo. Sotto la guida del manager Jim Cornette, fece coppia inizialmente con Dennis Condrey e, poi, con Stan Lane. Eaton ha inoltre militato in numerosi altri tag team, lottando in coppia con svariati lottatori, inclusi Koko B. Ware, Steve Keirn, e "Lord" Steven Regal.
Nel corso della sua carriera, Eaton lottò per lunghi periodi in varie federazioni: Mid-America Wrestling, Continental Wrestling Association, Mid-South Wrestling, World Class Championship Wrestling, Jim Crockett Promotions, World Championship Wrestling, e Smoky Mountain Wrestling. Inoltre fece qualche breve apparizione come ospite anche in Extreme Championship Wrestling e Total Nonstop Action Wrestling, oltre che varie apparizioni in un numero considerevole di federazioni locali ed indipendenti. Attualmente si trova in stato di semi-ritiro dall'attività di lottatore, combattendo part-time, in coppia con Lane e/o Condrey sempre con il nome di Midnight Express.

## Carriera
Cresciuto a Huntsville, in Alabama, Eaton era sin da piccolo un grande fan di wrestling, specialmente della federazione NWA Mid-America. Il primo coinvolgimento attivo nel wrestling, lo ebbe all'età di tredici anni, mentre frequentava la Chapman Middle School, iniziando a disputare sporadici incontri nella sua città natale. In seguito si allenò con Tojo Yamamoto per intraprendere la carriera di wrestler professionista.

### Inizi

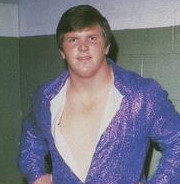
Eaton nel 1979

Nel 1976 Eaton debuttò nella NWA Mid-America. Nel suo primo match, perso contro Bearcat Wright, il suo ruolo fu quello di semplice rimpiazzo dell'ultimo minuto al posto dell'avversario assente di Wright. Successivamente, grazie alle sue notevoli doti atletiche, Bobby divenne in breve tempo uno dei lottatori più in vista nella Mid-America e continuò ad allenarsi con altri veterani del ring. L'episodio che fece definitivamente uscire dall'anonimato il nome di Bobby Eaton ebbe luogo con l'introduzione del tag team "The Hollywood Blonds" (Jerry Brown & Buddy Roberts). Eaton combatté caparbiamente i Blonds con una varietà di partner, inclusi il suo anziano allenatore Yamamoto e "Pistol" Pez Whatley. Quando i Blonds decisero di cambiare federazione, la storyline diede ad intendere che fosse proprio Eaton il responsabile della loro fuoriuscita dalla NWA Mid-America.
Nel 1978, Eaton lottò in coppia con Leapin' Lanny Poffo (fratello del più celebre "Macho Man" Randy Savage), ed insieme i due vinsero le cinture di NWA Mid-America Tag Team Championship da Gypsy Joe & Leroy Rochester. Questo fu il primo titolo conquistato da Eaton, e la coppia lo detenne per un mese circa. Successivamente Eaton formò un nuovo tag team, The Jet Set, con George Gulas, il figlio di Nick Gulas (proprietario della compagnia). Insieme, Eaton e Gulas vinsero per tre volte il titolo di coppia della federazione. Durante questo periodo, i due furono coinvolti in un feud con Terry Gordy e Michael Hayes prima ancora che Gordy ed Hayes diventassero famosi come The Fabulous Freebirds.

### Competizione da singolo

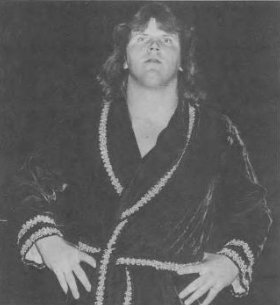
Bobby Eaton nel 1981

Nella primavera del 1979, Bobby iniziò una faida personale con Chris Colt, che avrebbe definitivamente dimostrato come Eaton non fosse solo un buon lottatore da tag team, ma anche un valido wrestler singolo. Il feud tra i due fu così violento che Colt venne sospeso per aver eseguito su Bobby un piledriver sul pavimento in cemento, infortunandolo seriamente. All'epoca, la mossa del piledriver era stata proibita in molte federazioni proprio per la sua pericolosità se non eseguita correttamente. Alla fine Eaton sconfisse Colt, guadagnandosi la reputazione di top face (buono) della NWA Mid-America.
Alla fine del 1979, Eaton divenne un heel (cattivo) per la prima volta in carriera entrando a far parte del gruppo capitanato da Tojo Yamamoto, odiatissimo dai fan. Il nuovo ruolo di Eaton durò poco dato che salvò il suo ex compagno di coppia nei Jet Set, George Gulas, dall'attacco due contro uno portato ai suoi danni dai The Blond Bombers (Larry Latham & Wayne Ferris). Dopo aver ricostituito il team, Eaton e Gulas vinsero per l'ultima volta il titolo di campioni di coppia nel corso di un intenso feud con Latham e Ferris.
Quando la federazione di Nick Gulas chiuse i battenti per fallimento, Eaton lottò brevemente per una federazione locale della Georgia, per poi trasferirsi nella Continental Wrestling Association (CWA), con sede a Memphis, in Tennessee. Durante i primi giorni nella federazione, Eaton si scontrò diverse volte con Stan Lane in incontri di coppia. La partnership di maggior successo di Eaton in CWA, in termini di titoli conquistati, fu quella con Sweet Brown Sugar (poi conosciuto con il nome di Koko B. Ware), nel tag team soprannominato "The New Wave". I New Wave vinsero l'AWA Southern Tag Team Championship in tre diverse occasioni (due volte con il manager Jimmy Hart nel loro angolo).

### The Midnight Express

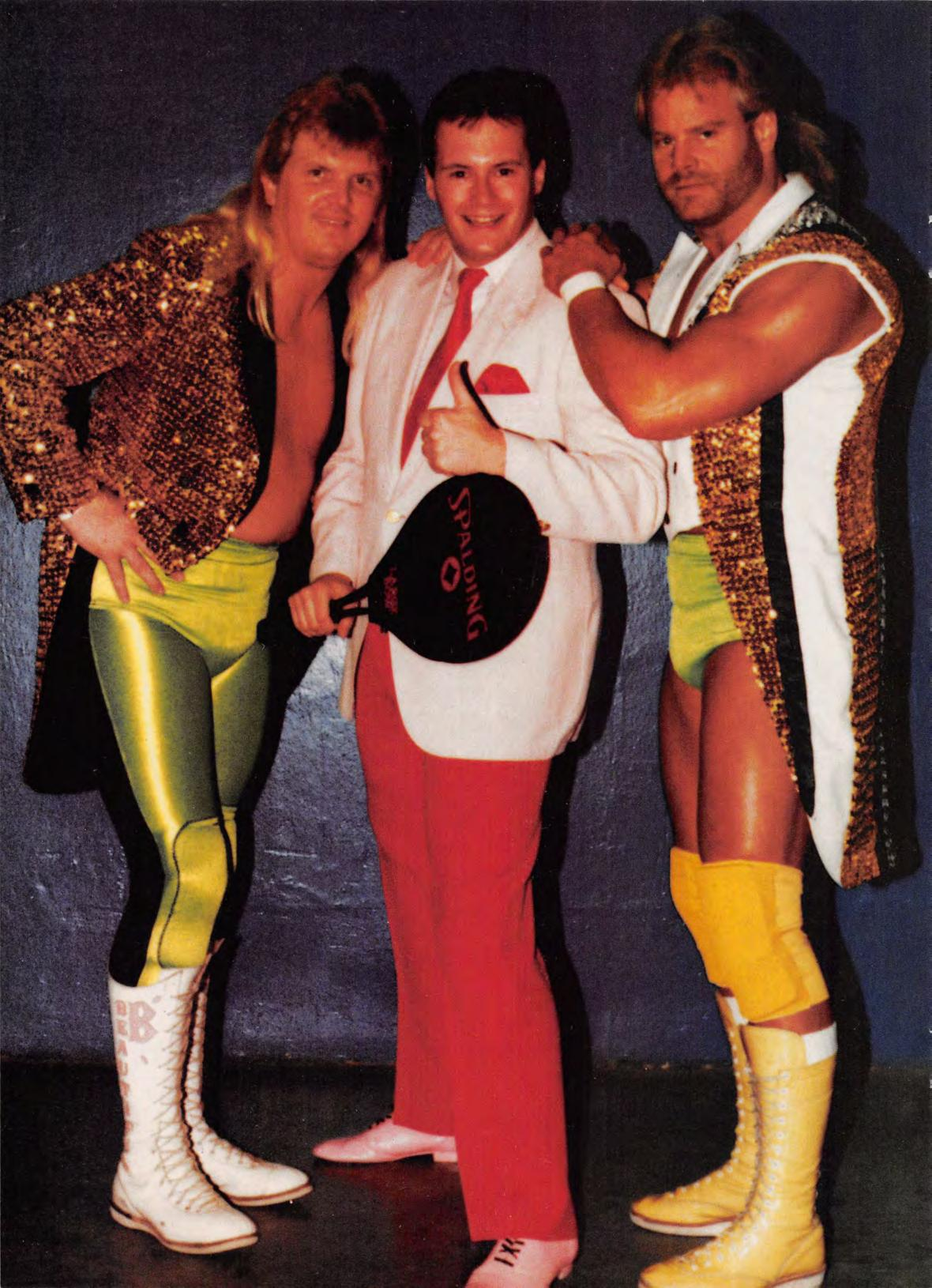
I Midnight Express con il loro manager Jim Cornette (1988)

Poco tempo dopo Eaton entrò a far parte della Mid-South Wrestling di proprietà del promoter Bill Watts, diventando membro del tag team Midnight Express. Bobby lottò in coppia con l'ex rivale Dennis Condrey sotto il management di Jim Cornette dando vita ad una nuova incarnazione del tag team. Gli Express erano stati in precedenza un gruppo di wrestler formati da Condrey, Randy Rose e Norvell Austin, ma con l'arrivo di Eaton, i Midnight Express operarono esclusivamente come tag team a due. Per completare il soprannome di Dennis "Lover Boy", Eaton fu soprannominato "Beautiful" Bobby, soprannome che gli rimase appiccicato per gran parte di carriera. All'inizio, gli Express furono coinvolti in un feud con i campioni Mid-South Tag Team Magnum T.A. e Mr. Wrestling II. Gli Express vinsero il titolo quando Mr. Wrestling II tradì Magnum T.A., attaccandolo durante il title match e permettendo così la facile vittoria di Eaton e Condrey.
I neo-campioni Midnight Express iniziarono poi uno storico feud con i Rock 'n' Roll Express (Ricky Morton & Robert Gibson) che andò avanti per gran parte degli anni ottanta-novanta coinvolgendo diverse federazioni.
I Midnight Express ebbero anche un breve periodo di permanenza nella World Class Championship Wrestling in Texas, dove si scontrarono prevalentemente con i The Fantastics (Bobby Fulton & Tommy Rogers).

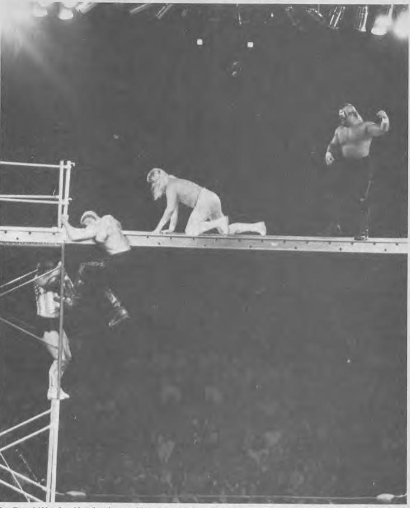
Un frangente dello Scaffold match di Starrcade 1986

Nel 1985, Eaton, Condrey e Cornette firmarono per la Jim Crockett Promotions (JCP) e ricevettero visibilità a livello nazionale nel corso degli show tv trasmessi dalla SuperStation TBS. Poco tempo dopo l'entrata nella JCP, i Midnight Express ripresero il feud contro i Rock 'n' Roll Express e vinsero l'NWA World Tag Team Title strappandolo a Morton & Gibson nel febbraio 1986. Durante il proseguimento della faida, Eaton e Condrey ripersero il titolo contro i Rock 'n' Roll Express sei mesi dopo. Eaton e Condrey ebbero poi dei lunghi feud con i New Breed (Chris Champion & Sean Royal) e i The Road Warriors (Animal & Hawk). Il feud con i Road Warriors incluse un celebre Scaffold Match svoltosi a Starrcade 1986, perso dai Midnight Express.
All'inizio del 1987, Condrey lasciò la JCP per ragioni contrattuali, e "Sweet" Stan Lane prese il suo posto nei Midnight Express. Nel maggio 1987, dopo soli pochi mesi di rodaggio, Eaton e Lane divennero campioni vincendo l'NWA United States Tag Team Title per la prima volta, titolo che avrebbero poi vinto in altre tre successive occasioni. Un anno dopo, i Midnight Express, acclamati dal pubblico anche se ufficialmente parte dei "cattivi", conquistarono l'NWA World Tag Team Title sconfiggendo Arn Anderson & Tully Blanchard il 10 settembre 1988. Sfortunatamente questo potenziale confronto "classico" ebbe vita breve dato che Anderson & Blanchard passarono alla WWF poco tempo dopo. Il regno da campioni dei Midnight Express durò poco più di un mese e mezzo prima di interrompersi per mano dei Road Warriors, che strapparono loro le cinture nel corso di un match brutale.
Diventati ora dei beniamini del pubblico, i Midnight Express dovettero confrontarsi con una coppia data per finita da tempo: Gli "originali" Midnight Express, costituiti da Dennis Condrey e Randy Rose, che avevano precedentemente militato nella American Wrestling Alliance proprio con il nome Midnight Express. Il duo era guidato da Paul E. Dangerously, nemesi di Jim Cornette, in una storyline che vide la coppia originale intenta a provare di essere meglio della nuova versione del tag team. Poco tempo dopo, comunque, Condrey lasciò nuovamente la federazione e ciò portò al fallimento della storyline.
Eaton e Lane furono sconfitti dai Freebirds nella finale di un torneo indetto per assegnare il vacante titolo World Tag Team. A seguito di questa sconfitta, i Midnight Express unirono le forze con i loro precedenti avversari The Road Warriors e "Dr. Death" Steve Williams per sconfiggere i Freebirds in un WarGames Match al PPV Great American Bash. Dopo il feud, Lane ed Eaton iniziarono ad essere provocati da un nuovo giovane tag team formato da Shane Douglas e Johnny Ace noto come "The Dynamic Dudes". I Dudes ammisero di essere grandi ammiratori dei Midnight Express e chiesero a Cornette di diventare loro manager. Cornette accettò la proposta, con grande disappunto da parte degli Express. Jim Cornette smise di accompagnare Eaton e Lane a bordo ring, preferendo i più giovani Dudes. A Clash of Champions IX, i due team si confrontarono sul ring con Jim Cornette nell'angolo neutrale, invitato a scegliere fra le due coppie. Gli Express attaccarono violentemente gli avversari, ridiventando immediatamente una coppia heel e conservando il manager Jim Cornette; che non aveva mai smesso di supportarli fingendo interesse per i Dudes.
Dopo essere tornati nelle file dei "cattivi", i Midnight Express iniziarono un nuovo feud con Flyin' Brian e "Z-Man" Tom Zenk per il titolo United States Tag Team. Gli Express vinsero i titoli all'inizio del 1990, ma persero le cinture per mano degli Steiner Brothers (Rick e Scott) tre mesi dopo. Poco tempo dopo i Midnight Express si sciolsero, dato che Jim Cornette e Stan Lane lasciarono la federazione, mentre Eaton decise invece di restare in WCW.

### The Dangerous Alliance
Per la prima volta sin dal 1979, "Beautiful" Bobby Eaton si trovò a combattere come lottatore singolo, ma raggiunse comunque un importante traguardo a SuperBrawl I, quando sconfisse Arn Anderson aggiudicandosi il WCW World Television Championship. Il punto più alto della sua carriera da singolo Eaton lo ebbe quando affrontò il WCW World Champion "Nature Boy" Ric Flair nel corso di Clash of the Champions XV in un two-out-of-three falls match. Eaton schienò Flair per primo, ma poi perse l'incontro venendo atterrato due volte dal campione. In questo periodo Eaton divenne famoso anche per la sua mossa finale con la quale metteva fine ai suoi incontri: la spettacolare "Alabama Jam", una sorta di leg drop volante dalla sommità del sostegno del ring. Fece sensazione all'epoca, quando la WCW decise di mettere al bando momentaneamente le mosse aeree per la loro troppa pericolosità, il fatto che Eaton fosse stato privato della sua finisher. Il suo regno da campione TV WCW durò comunque poco, poiché si trovò di fronte la nuova promessa del ring "Stunning" Steve Austin (futuro "Stone Cold" Steve Austin), che gli strappò il titolo nel corso di un match controverso.
Più tardi nel 1991, Paul E. Dangerously formò la stable heel The Dangerous Alliance, entrando nella quale Eaton si unì agli ex rivali Arn Anderson, Steve Austin, e a Rick Rude e Larry Zbyszko. Eaton lottava in coppia con Anderson nelle competizioni di coppia. Presto i due vinsero il WCW World Tag Team Title, battendo Ricky Steamboat e Dustin Rhodes, e detenendolo per cinque mesi prima di cederlo agli Steiner Brothers.
La Dangerous Alliance divenne una forza dominante nella WCW dei primi anni novanta. Per un certo periodo durante il 1992, la stable detenne tutti i titoli della federazione ad eccezione del WCW World Title, che era in mano al loro massimo avversario ed arcinemico Sting. La guerra tra i membri della Dangerous Alliance e Sting andò avanti fino a quando fu deciso di risolvere la questione in un match a stipulazione speciale a WrestleWar 1992. Il team di Sting vinse quando egli fece cedere per dolore Eaton dopo che Larry Zbyszko aveva accidentalmente colpito Eaton con il rinforzo in ferro del sostegno del ring.
Nel dopo match, Zbyszko venne cacciato dalla Alliance per aver causato la sconfitta del gruppo. Poco tempo dopo la stable si disintegrò a causa della dipartita di Paul E. Dangerously dalla WCW. Eaton ed Anderson continuarono a combattere in coppia, ora guidati dal nuovo manager Michael Hayes, fino a quando il nuovo brooker della WCW Bill Watts licenziò Eaton insieme ad altri numerosi wrestler ritenuti in esubero.
Quando Bill Watts venne privato della sua posizione influente in WCW in favore di Eric Bischoff, Eaton fu riassunto. Tornato nel roster a tempo pieno, Eaton fece sporadicamente coppia con un giovane Chris Benoit.
Quando Benoit fece ritorno in Giappone, il prossimo partner di Eaton fu Steve Keirn, in un tag team chiamato "Bad Attitude". Tuttavia, la coppia non riscosse particolare successo.

### The Blue Bloods
Dopo la fine dei Bad Attitude, Eaton venne accoppiato con lo "snob" inglese Lord Steven Regal. Una serie di scenette, nelle quali Regal educava Eaton alle buone maniere per farlo diventare un gentiluomo, furono mandate in onda per presentare i nuovi personaggi. Eaton iniziò allora a farsi chiamare "Earl" ("Conte") Robert Eaton. Il team debuttò sul ring, con il nome di The Blue Bloods, nella puntata dell'8 aprile 1995 di WCW Saturday Night. Il duo venne ben presto raggiunto da "Squire" David Taylor, terzo membro della stable dei Blue Bloods.
Inizialmente i Blue Bloods si scontrarono con i Nasty Boys (Brian Knobbs & Jerry Sags). Poi affrontarono gli Harlem Heat (Booker T & Stevie Ray) per il WCW World Tag Team Championship, ma non riuscirono mai a vincere le cinture. Non molto tempo dopo, Eaton uscì dal gruppo, ribellandosi allo snobismo eccessivo ed alla superbia dei suoi compagni di team.

### Dopo la WCW

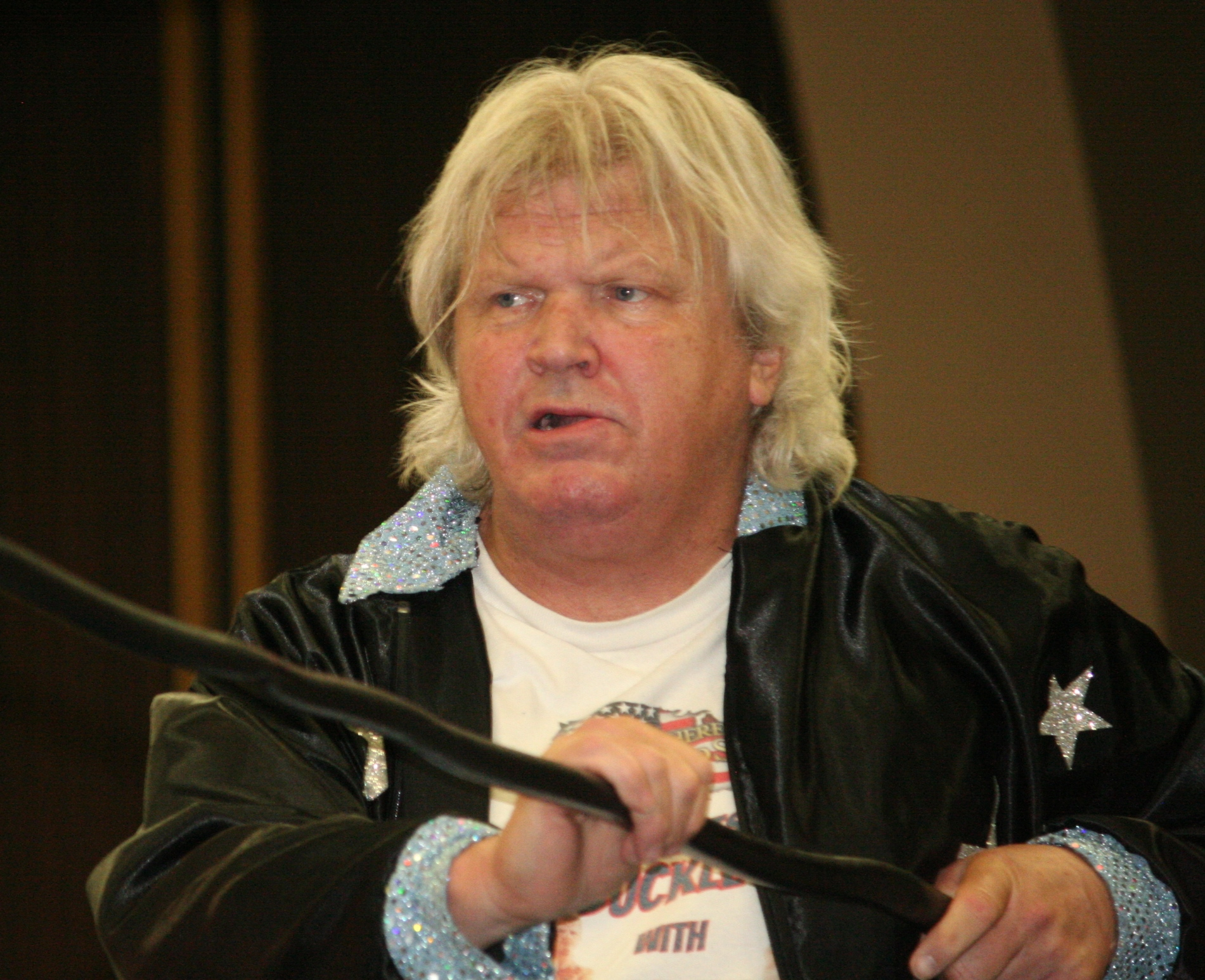
Eaton nel 2014

Nel 2003, Eaton lottò nella NWA Mid-Atlantic, formando una nuova versione dei Midnight Express con Ricky Nelson. Questa incarnazione degli Express durò molto poco, e Bobby Eaton iniziò a lottare nuovamente insieme ai vecchi compagni Dennis Condrey (e qualche volta Stan Lane) come Midnight Express. Questa versione dei Midnight Express, di tanto in tanto, combatte sporadicamente in varie federazioni locali degli Stati Uniti ancora oggi.

## Vita privata
Robert Eaton era sposato con la figlia di Bill Dundee, Donna. Bobby e Donna ebbero tre figli: Dustin, Dylan, e Taryn. Dylan è un wrestler professionista. Donna è morta il 26 giugno 2021 all'età di 57 anni a causa di un cancro al seno.
Il 6 settembre 2006 il giornalista Dave Meltzer riportò la notizia che Eaton era stato vittima di un infarto ed era ricoverato in ospedale. Due giorni dopo, dimesso dall'ospedale, Eaton dichiarò di non aver mai avuto un infarto ma di essersi ricoverato a causa della pressione alta e di problemi con il diabete.
Nonostante Eaton abbia combattuto come wrestler heel ("malvagio") per la maggior parte di carriera, egli ha la reputazione presso i colleghi di essere una delle persone più amabili nel mondo del wrestling. Nella sua autobiografia del 1999 Have a Nice Day, Mick Foley lodò Eaton definendolo uno dei lottatori più sottovalutati della storia, ed anche uno dei più generosi, commentando: «È praticamente impossibile pagare per qualsiasi cosa se Bobby è nei paraggi, anche se confesso di non averci provato poi molto». Questa opinione su Bobby Eaton è supportata anche da quanto affermato nel libro The Stone Cold Truth di Steve Austin.

### Morte
Il 4 agosto 2021, circa un mese dopo la morte della moglie, Eaton morì nel sonno nella sua casa di Nashville, Tennessee. Fu trovato morto dalla figlia Taryn, che si era recentemente trasferita a vivere con lui per monitorare il suo stato di salute.

## Personaggio

### Mosse finali
- Swinging neckbreaker[25][26]
- Alabama Jam / Tower of London (Diving leg drop)[25][27]

### Manager
- Jeeves (Gary Hedrick)
- Jim Cornette[28]
- Jimmy Hart[29]

### Soprannomi
- "Beautiful"
- "The Sultan of Swing"
- "Earl"

## Titoli e riconoscimenti
- Georgia Championship Wrestling
  - NWA Georgia Television Championship (1)[30]
- International Wrestling Cartel
  - IWC Tag Team Championship (1) – con Dennis Condrey[31]
- Jim Crockett Promotions/World Championship Wrestling
  - NWA United States Tag Team Championship (3) – con Stan Lane[32]
  - NWA (Mid-Atlantic version)/WCW World Tag Team Championship (3) – con Dennis Condrey (1), Stan Lane (1) e Arn Anderson (1)[33][34]
  - WCW World Television Championship (1)[35]
- Mid-Atlantic Championship Wrestling1
  - NWA Mid-Atlantic Tag Team Championship (1) – con Rikki Nelson[36]
- Continental Wrestling Association
  - AWA Southern Tag Team Championship (4) – con Sweet Brown Sugar (2) e Duke Myers (2)[37]
  - CWA World Heavyweight Championship (2)[38]
  - NWA Mid-America Heavyweight Championship (11)[39]
  - NWA Mid-America Tag Team Championship (6) – con Lanny Poffo (1), George Gulas (3), Mexican Angel (1) e Great Togo (1)[40]
  - NWA Mid-America Television Championship (1)[41]
  - NWA World Six-Man Tag Team Championship (4) – con George Gulas e Jerry Barber (1), George Gulas & Arvil Hutto (1), George Gulos & The Mexican Angel (1), e Secret Weapon & Tojo Yamamoto (1)[42]
- Mid-South Wrestling Association
  - Mid-South Tag Team Championship (2) – con Dennis Condrey[43]
- NWA Bluegrass
  - NWA Bluegrass Tag Team Championship (1) – con Dennis Condrey[44]
- NWA Rocky Top
  - NWA Rocky Top Tag Team Championship (1) – con Dennis Condrey[45]
- Pro Wrestling Illustrated
  - 27º tra i 500 migliori wrestler singoli nella PWI 500 (1992)[46]
  - 91º tra i 500 migliori wrestler singoli nella "PWI Years" (2003)[47]
  - PWI Tag Team of the Year (1987) con Stan Lane
- Smoky Mountain Wrestling
  - SMW Beat the Champ Television Championship (1)[48]
- World Class Championship Wrestling
  - NWA American Tag Team Championship (1) – con Dennis Condrey[49]
- Wrestling Observer Newsletter
  - Hall of Fame (Classe del 2009) con Dennis Condrey e Stan Lane come "Midnight Express"
  - Most Underrated Wrestler (1985, 1986, 1990, 1993)
  - Tag Team of the Year (1986) con Dennis Condrey
  - Tag Team of the Year (1987, 1988) con Stan Lane
  - Worst Worked Match of the Year (1991) per P.N. News vs. Terrance Taylor e Steve Austin in uno Scaffold match a The Great American Bash

1 Questa federazione Mid-Atlantic, anche se ha utilizzato alcuni dei titoli presenti nella precedente Mid-Atlantic Promotion, non è la stessa una volta appartenuta a Jim Crockett Jr. e ribattezzata World Championship Wrestling dopo la vendita a Ted Turner nel novembre 1988.